# 당진여객
당진여객운수(唐津旅客運輸)는 충청남도 당진시의 시내버스 업체이고 본사는 당진종합버스터미널 내에 있다.

## 역사
1980년 12월 10일 : 충남교통운수(현 충남고속)에서 분리하면서 충청남도 당진시 백암로 75-4 (당진동)에서 설립하였으며, 2013년 8월 현 대표이사는 윤수일이다.

## 주요 노선
2021년 6월 기준이다.
| 운행업체 | 보유 노선수 | 면허 대수 | 등록 대수 |
| -------- | ----------- | --------- | --------- |
| 당진여객 | 224         | 74        | 74        |

## 주요 차량
KGM커머셜
- KGM C090
- 에디슨모터스 E-화이버드
- KGM 스마트 110

자일대우버스
- 자일대우 레스타
- NEW BS090
- NEW BS106
- NEW BS110

현대자동차
- 현대 그랜드 스타렉스 (해나루 마을버스)
- 뉴 카운티
- 카운티 뉴 브리즈
- 그린시티
- 뉴 슈퍼에어로시티
- 일렉시티
- 유니버스 엘레강스

기아
- 기아 올 뉴 카니발 (해나루 마을버스)